# Подолье (футбольный клуб, Хмельницкий)
«Подолье» (укр. Футбольний клуб "Поділля") — украинский футбольный клуб из города Хмельницкий. Основан в 1924 году под названием «Динамо». С 1978 года называется «Подолье», но в советское время носил название «Подолия», которое было на эмблеме клуба.

## Прежние названия
- 1924—1954: «Динамо» Проскуров
- 1954—1975: «Динамо» Хмельницкий
- 1975—1978: «Волна» Хмельницкий
- 1978—1993: «Подолия» Хмельницкий
- 1993—1994: «Норд-АМ-ЛТД-Подолье» Хмельницкий
- с 1994: «Подолье» Хмельницкий

## История
В октябре 1924 года на Украине создается спортивное общество — «Динамо». В Проскурове, при окружном отделе НКВД и особенном отделе ГПУ, также организовывается «динамовский» спортивный коллектив, который с самого начала своего основания имел футбольную команду.
В 1951 году в первенстве Украины среди команд коллективов физкультуры дебютировала команда «Динамо» Хмельницкий. В 1960 году под флагом Хмельницкого областного совета общества «Динамо» команда начала сезон мастерами класса «Б». Дебют получился неудачным.
С приходом в команду в конце 1960 года мастера спорта Евгений Лемешко, дела пошли лучше. 1963 год принёс реорганизацию футбольного хозяйства страны. Была создана вторая группа класса «А», в которую вошли 16 команд из класса «Б». Где оказалось и хмельницкое «Динамо». Под руководством главного тренера Е. Ф. Лемешко и его помощника Ю. А. Аванесова команда занимала места:
- 1964 — 7-е место;
- 1965 — 10-е место.

В группе тогда выступало 44 команды.
Наивысший успех пришёл к команде «Динамо» в 1966 году — 1-е место в первой зоне, во другой — «Авангард» Жёлтые Воды. В финальных поединках встречались трижды, два матча закончились вничью, а третий принес победу «Авангарду».
В 1969 году «Динамо» играло во второй группе класса «А», но по итогам сезона вернулось обратно в класс «Б». В том же году команда вышла в финал кубка, который разыгрывался всего один раз, в честь 25-летия освобождения Украины от немецко-фашистских захватчиков. В кубке играли команды класса «Б» и второй группы класса «А», представлявшие Украину, Белоруссию и Молдову. В финале, проходившем в Херсоне, встретились команда хозяев — «Локомотив» Херсон и «Динамо». Со счетом 1:0 победили хозяева.
В 1971 году класс «Б» был реорганизован во вторую лигу. «Динамо» дебютировало во второй лиге на 19 месте среди 26 команд. В следующие два года команда занимала 6 и 9 места.
В 1975 году команда переходит под управление областной организации профсоюзов и изменяет название на «Волна» г. Хмельницкий.
В 1978 году команда получает новое название «Подолье» Хмельницкий и новое руководство — промышленное объединение «Новатор». 

В сезонах 1983 и 1984 гг. с командой работает А. А. Биба.
В 1986 году в команду приходит И. Й. Секеч. Под его руководством команда заняла 8-е место среда 28 команд, а в следующем году — 7-е место.
Самых больших успехов в чемпионатах СССР команда достигла с приходом М. Б. Маркевича:
- 1988 — 5-е место;
- 1989 — 11-е место.

### Чемпионаты Украины
Весной 1992 года Украина провела свой первый чемпионат по футболу. Были созданы две футбольные лиги: высшая и первая. Соревнования проводились в один круг. По результатам выступлений в последнем чемпионате СССР «Подолье» попало в первую лигу и заняло по результатам чемпионата 4-е место из 14 команд.
В 1993 году создаётся футбольный клуб «Норд-АМ-ЛТД-Подолье» по названию главного спонсора команды одноимённой канадско-украинской компании. Команда занимает 8-е место из 22 команд.
- В 1994 году 11-е место из 22 команд,
- в 1995 году 6-е место из 22 команд.

Сезон 1997/98 гг. команда провалила и вылетела во вторую лигу, но следующий сезон завершила на первом месте и вновь вернулась в первую лигу. Но в следующем же сезоне «Подолье» вновь оказалось во второй лиге. Попытки вернуться были неудачными — всегда не хватало очков для того, чтобы занять первое место. Пять сезонов подряд «Подолье» играло во второй лиге:
Сезон 1999/00 — 2-е место из 16 команд;
- 2000/01 — 6-е место из 15 команд;
- 2001/02 — 3-е место из 19 команд;
- 2002/03 — 3-е место из 15 команд;
- 2003/04 — 2-е место из 16 команд.

В сезоне 2004/05 ФК «Подолье» вернулся в первую лигу, после объединения с ФК «Красилов». Следующие 2 сезона команда провела в середине турнирной таблицы.
Сезон 2006/07 стал для хмельничан одновременно «смертельным» и «новосозданным» для команды. «Подолье» в первой лиге сыграло 1 круг и 2 матча второго круга, заняв 15-е место.
С апреля 2007 года началась новая эра хмельницкого «Подолья». В Хмельницком создается любительская команда КП ФК «Подолье-Хмельницкий». С апреля 2007 года команда начала выступления в любительском чемпионате, в котором провела 8 поединков (5 побед, 1 ничья, 2 поражения). 26 июня 2007 команда получила статус профессионального футбольного клуба и место во Второй лиге. В конце 2008 года решением Хмельницкого городского совета коммунальное предприятие «Футбольный клуб» Подолье-Хмельницкий " ликвидировали. Его правопреемником во Второй лиге стало хмельницкое «Динамо», которое выступало до сезона 2013/14.
«Подолье» вернулось в профессиональный футбол лишь летом 2016 года, став вершиной структуры Академии ДЮФК «Подолье», которую несколько лет выстраивал президент клуба Евгений Бейдерман.
- Сезон 2016/17 — 14-е место из 17 команд;
- Сезон 2017/18 и 2018/19 — 9-е место из 10 команд.

В 2022 году, после вторжения в Украину российских войск руководством клуба было принято решение приостановить выступления в чемпионате Украины, однако уже в сезоне 2023/24 команда возобновила участие в первой лиге.

## Достижения
- Вице-чемпион Украинской ССР: 1966
- Победитель группы «А» Второй лиги Украины: 1997/98

## Руководство
- Президент клуба: Евгений Бейдерман
- Вице-президент: Константин Побережный
- Исполнительный директор: Сергей Баца

### Тренерский штаб
- Главный тренер: Сергей Ковалец
- Помощник главного тренера: Руслан Соболевский
- Помощник главного тренера: Александр Жданов
- Тренер вратарей: Андрей Федоренко
- Тренер по физподготовке: Александр Дзюбчик

## Текущий состав
| 55 | Флаг Украины | Вр  | Антон Задерейко     | 1999 |  |  |  |  |  |
| 99 | Флаг Украины | Вр  | Богдан Петриченко   | 1996 |  |  |  |  |  |
|    |              |     |                     |      |  |  |  |  |  |
| 3  | Флаг Украины | Защ | Сергей Симинин      | 1987 |  |  |  |  |  |
| 4  | Флаг Украины | Защ | Валентин Корешков   | 1999 |  |  |  |  |  |
| 13 | Флаг Украины | Защ | Кирилл Пасичник     | 1993 |  |  |  |  |  |
| 17 | Флаг Украины | Защ | Владислав Чушенко   | 2000 |  |  |  |  |  |
| 19 | Флаг Украины | Защ | Владислав Шкиндер   | 1998 |  |  |  |  |  |
| 33 | Флаг Украины | Защ | Олег Веремиенко     | 1999 |  |  |  |  |  |
| 44 | Флаг Украины | Защ | Богдан Ковальчук    | 2006 |  |  |  |  |  |
|    |              |     |                     |      |  |  |  |  |  |
| 5  | Флаг Украины | ПЗ  | Назар Лыс           | 2006 |  |  |  |  |  |
| 7  | Флаг Украины | ПЗ  | Алексей Савченко    | 1993 |  |  |  |  |  |
| 8  | Флаг Украины | ПЗ  | Владислав Кулакевич | 2001 |  |  |  |  |  |

| 9  | Флаг Украины | ПЗ  | Виталий Гемега         | 1994 |  |  |  |  |  |
| 10 | Флаг Украины | ПЗ  | Кирилл Костенко        | 1998 |  |  |  |  |  |
| 11 | Флаг Украины | ПЗ  | Антон Федоров          | 2001 |  |  |  |  |  |
| 15 | Флаг Украины | ПЗ  | Александр Цыбульник () | 1993 |  |  |  |  |  |
| 16 | Флаг Украины | ПЗ  | Андрей Вильховый       | 2005 |  |  |  |  |  |
| 20 | Флаг Украины | ПЗ  | Иван Оробец            | 2003 |  |  |  |  |  |
| 22 | Флаг Украины | ПЗ  | Даниил Боженар         | 1999 |  |  |  |  |  |
| 77 | Флаг Украины | ПЗ  | Александр Снижко       | 1996 |  |  |  |  |  |
|    |              |     |                        |      |  |  |  |  |  |
| 6  | Флаг Украины | Нап | Ян Каранга             | 2001 |  |  |  |  |  |
| 18 | Флаг Украины | Нап | Андрей Столярчук       | 2004 |  |  |  |  |  |
| 23 | Флаг Украины | Нап | Вадим Шаврин           | 1988 |  |  |  |  |  |
| 37 | Флаг Украины | Нап | Назар Гамолов          | 2006 |  |  |  |  |  |